# Adieu Philippine
Adieu Philippine (pronunciació francesa: [a.djø fɪlɪpin]) és una pel·lícula francesa de 1962 dirigida per Jacques Rozier. Encara que fosc i difícil de projectar, ha estat elogiada com una de les pel·lícules clau de la nouvelle vague. Fou estrenada al 15è Festival Internacional de Cinema de Canes.

## Argument
Michel és un jove avorrit de París a punt de ser enviat a Algèria a l'exèrcit. Treballa com a tècnic de càmera en una cadena de televisió. Un dia coneix dues noies adolescents, Juliette i Liliane, i comença a sortir amb elles per separat. Michel s'acomiada intencionadament de la seva feina i se'n va de vacances a Còrsega per gaudir dels seus últims dies abans d'anar a l'exèrcit. Les dues noies el segueixen allà i les tres busquen un director de cinema comercial que li deu diners a Michel. Finalment, Michel tria Juliette que crea una fractura entre les dues noies. Finalment troben el director de cinema que aconsegueix eludir-los de nou. Després que ambdues noies es senten frustrades fàcilment per l'entorn accidentat i molestes l'una amb l'altra, queda clar que totes dues estan molestes per la marxa imminent de Michel. Finalment, Michel rep la notícia que s'incorporarà al seu regiment d'aquí a quatre dies i haurà d'agafar el primer vaixell per tornar a terra ferma. La Juliette i la Liliane veuen amb tristesa la marxa de Michel en un vaixell cap a Algèria.

## Repartiment
- Jean-Claude Aimini com a Michel
- Daniel Descamps com a Daniel
- Stefania Sabatini com a Juliette
- Yveline Céry com a Liliane
- Vittorio Caprioli com a Pachala
- David Tonelli com a Horacio
- Annie Markhan com a Juliette (veu)
- André Tarroux com a Régnier de l'Îsle
- Christian Longuet com a cristià
- Michel Soyet com a André

## Recepció
François Truffaut va elogiar la pel·lícula i la va qualificar de "l'èxit més clar del nou cinema on l'espontaneïtat és tant més potent quan és el resultat d'un treball llarg i acurat". El juliol de 2018, va ser seleccionat per ser projectat a la secció de Clàssics de Venècia a la 75a Mostra Internacional de Cinema de Venècia.